# Emajõgi
El Emajõgi (en alemán: Embach; en letón: Mētra) es un río de Estonia, de la cuenca hidrográfica del lago Peipus, la cual forma parte de la del río Narva. Nace en el lago Võrtsjärv y fluye hacia el este por el territorio del condado de Tartu a lo largo de 100 km hasta su desembocadura en el citado lago Peipus. Atraviesa la ciudad de Tartu. 
El término Emajõgi significa "Río Madre" en idioma estonio, aunque también es conocido como Suur Emajõgi (el "Gran Emajõgi"), en oposición al Väike Emajõgi ("Pequeño Emajõgi"), otro río que tiene su nacimiento al sur del lago Võrtsjärv.
El Emajõgi es el segundo río más importante de Estonia por su caudal hídrico, y el único abierto a la navegación. Sus afluentes son, por la margen derecha: el Pede, el Laeva y el Amme; por la izquierda: el Elva, el Porijõgi y el Ahja.

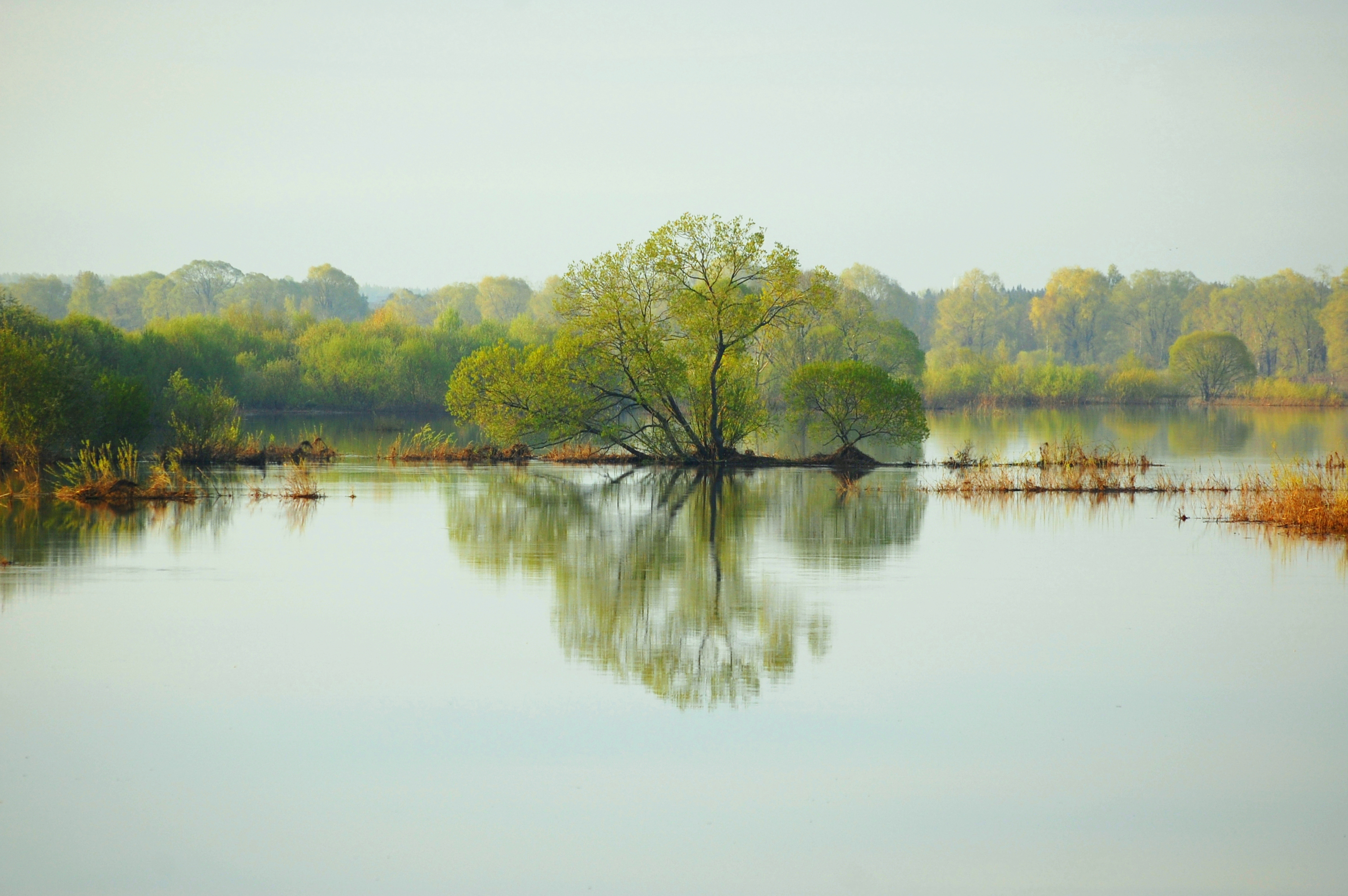
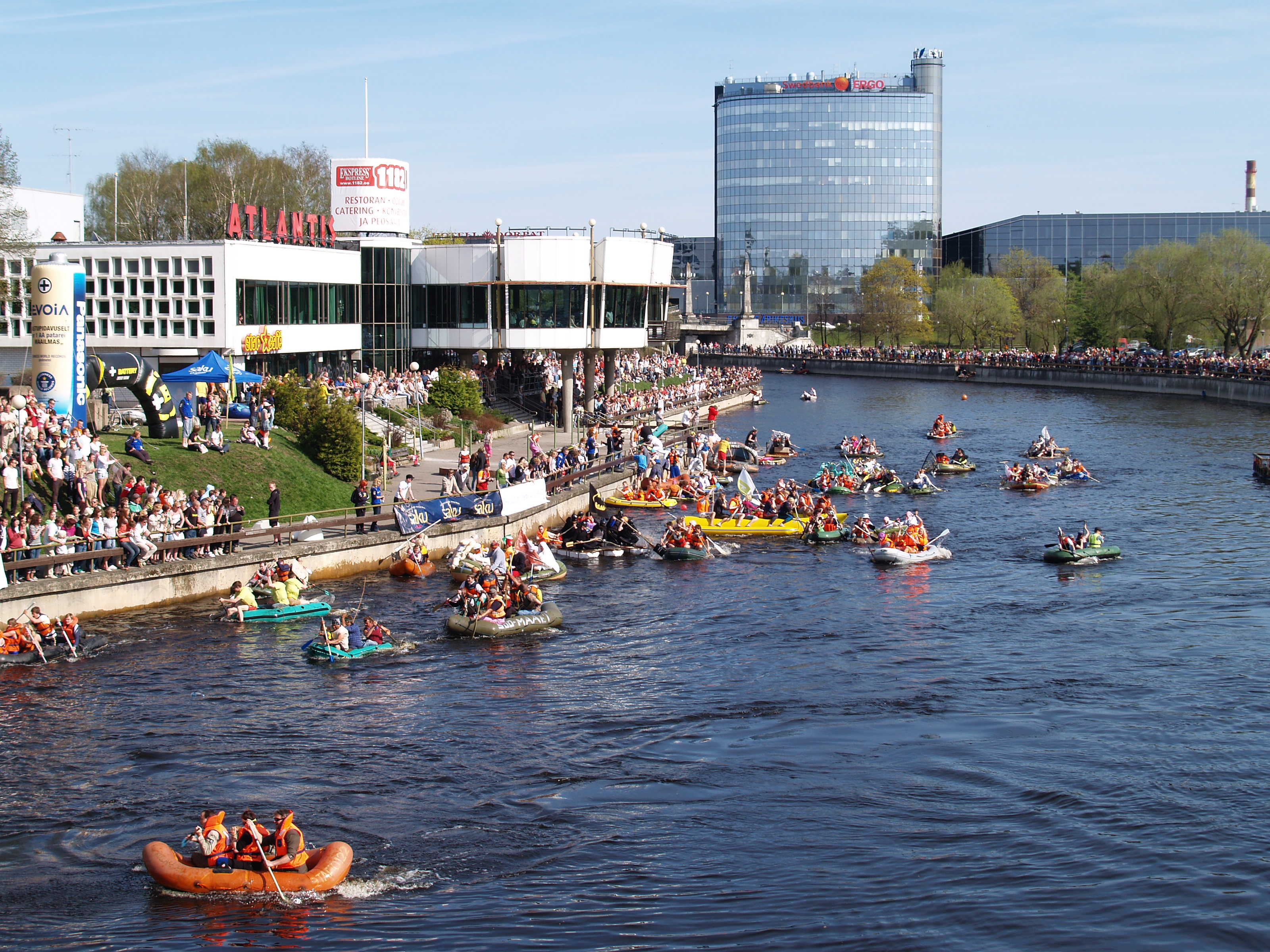
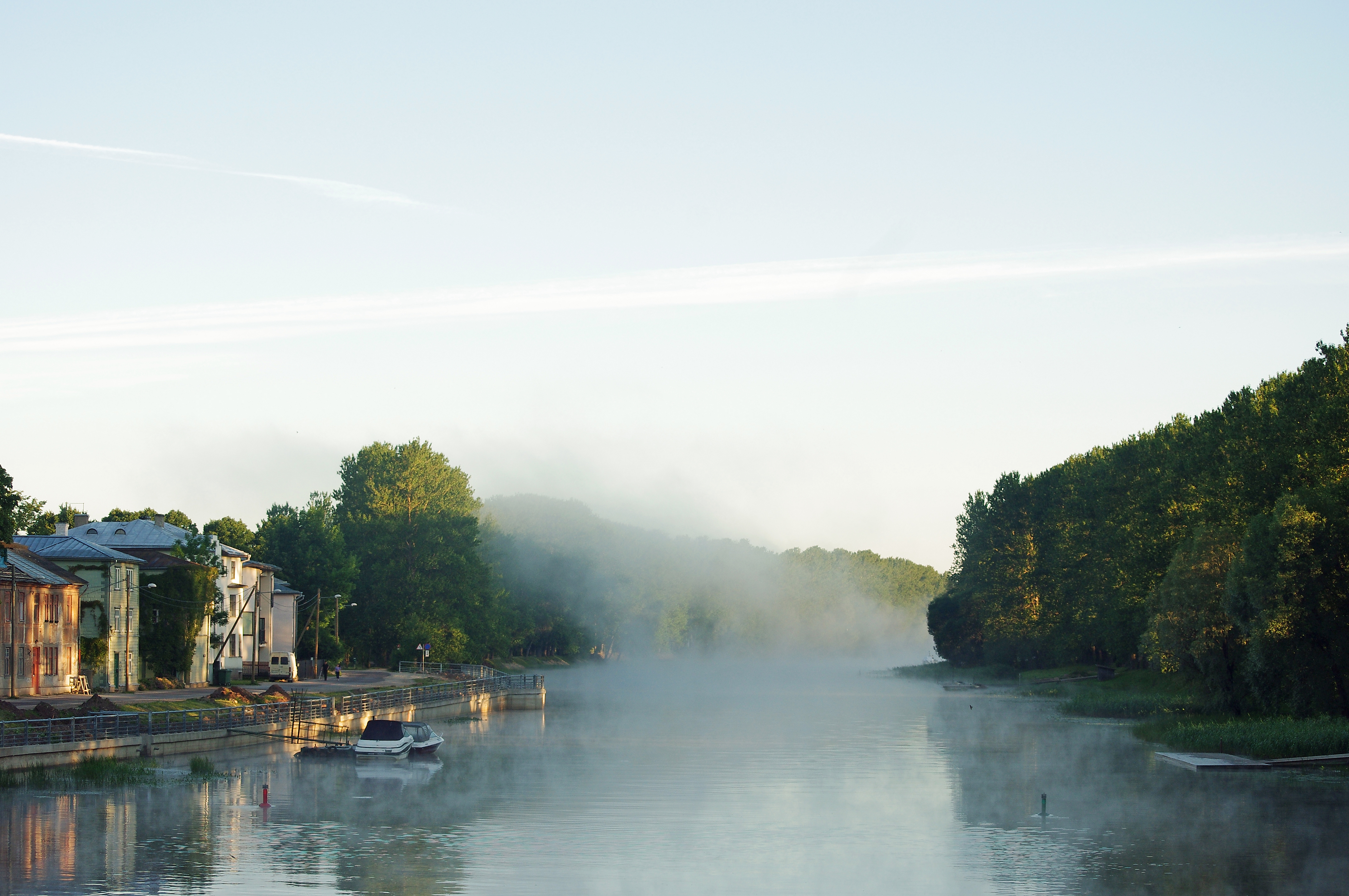
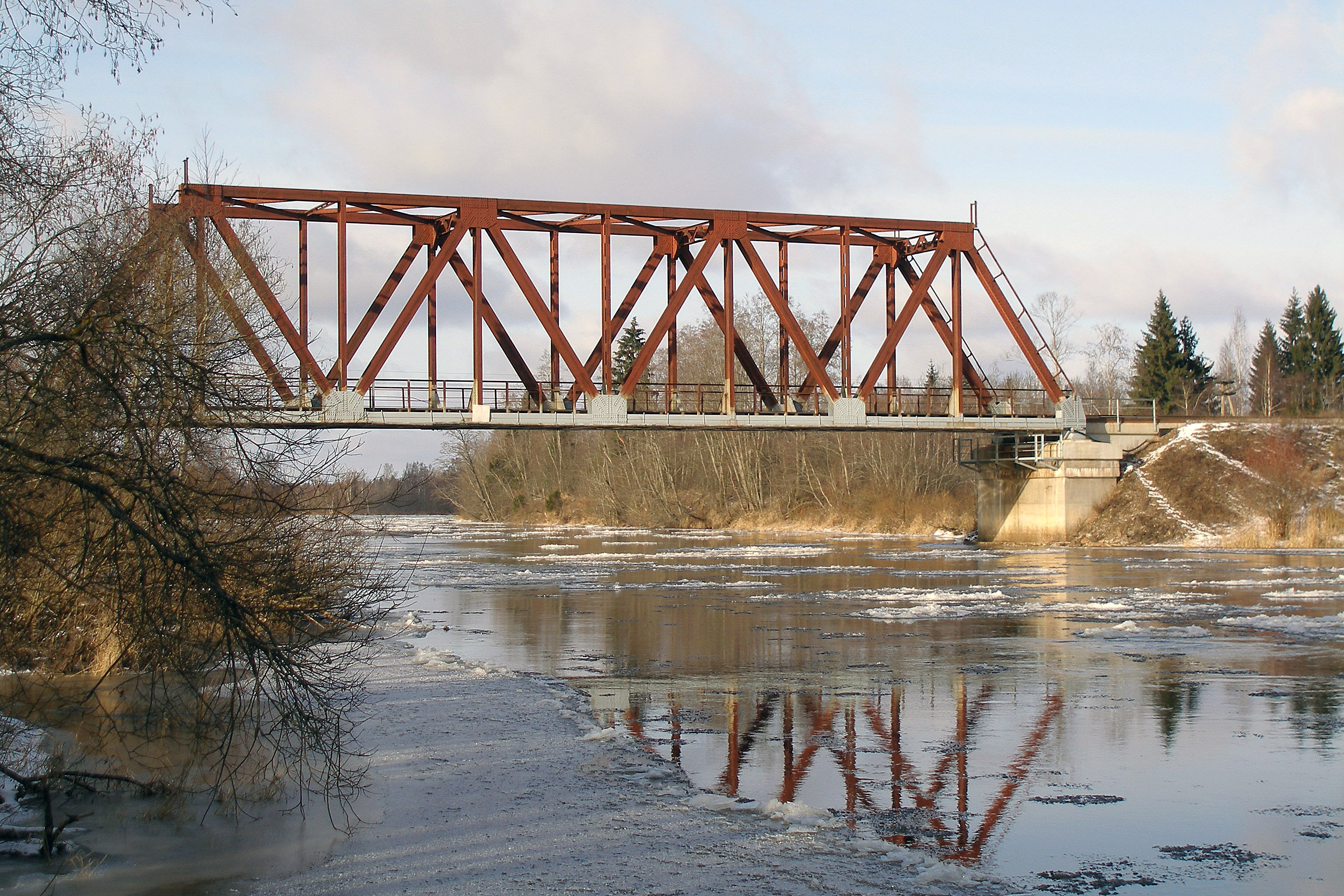